# Nombre primer de Wagstaff
Un nombre primer de Wagstaff és un nombre primer p de la forma
{\displaystyle p={{2^{q}+1} \over 3}}
on q és un altre nombre primer senar. Segons la pàgina PrimePages, François Morain els va anomenar així en honor del matemàtic Samuel S. Wagstaff Jr. a la conferència Eurocrypt de l'any 1990. Estan relacionats amb la nova conjectura de Marsenne i tenen aplicacions dins del camp de la criptologia.
Els primers nombres primers de Wagstaff són:
3, 11, 43, 683, 2731, 43691, 174763, 2796203, 715827883, 2932031007403, 768614336404564651, ...
Els primers exponents coneguts que produeixen primers de Wagstaff o primers probables són:
3, 5, 7, 11, 13, 17, 19, 23, 31, 43, 61, 79, 101, 127, 167, 191, 199, 313, 347, 701, 1709, 2617, 3539, 5807, 10501, 10691, ...
Es conjectura que si p és un nombre primer de Wagstaff superior a 43, llavors {\displaystyle p={{2^{p}+1} \over 3}} és sempre compost.

## Proves de primalitat
La primalitat de p ha estat demostrada certa o bé falsa per cada q fins a cert llindar, per sobre del qual tots els valors p obtinguts es consideren primers probables.
Al 2007, François Morain va provar la primalitat de q = 42737 amb una implementació del test de primalitat de corba el·líptica (Elliptic Curve Primality Proof, ECPP) distribuïda, que s'executa en diverses xarxes d'estacions de treball en un processador Opteron.
L'eina LLR (Lucas-Lehmer-Riesel) creada per Jean Penné és utilitzada per trobar primers probables de Wagstaff mitjançant el test de Vrba-Reix; un test PRP basat en les propietats d'un cicle del digraf sota el mòdul {\displaystyle x^{2}-2} d'un nombre de Wagstaff.

## Generalitzacions
Es poden considerar nombres més generalitzats de la forma
{\displaystyle Q(b,n)={\frac {b^{n}+1}{b+1}}}
on la base {\displaystyle b\geq 2}. Per cada {\displaystyle n} senar tenim
{\displaystyle {\frac {b^{n}+1}{b+1}}={\frac {(-b)^{n}-1}{(-b)-1}}=R_{n}(-b)}
aquests nombres s'anomenen Nombres primers de Wagstaff en base b, i són considerats un cas dels nombres de repunit amb base negativa -b.
Per alguns valors específics de b, tots els valors {\displaystyle Q(b,n)} (amb algunes possibles excepcions per n molt petites) són compostos degut a una factorització algebraica. Específicament, si b té la forma d'una potència perfecta amb exponent senar (8, 27, 32, 64, 125...) llavors el fet que {\displaystyle x^{m}+1} amb {\displaystyle m} senar sigui divisible per {\displaystyle x+1} indica que {\displaystyle Q(a^{m},n)} és divisible per {\displaystyle a^{n}+1} en aquests casos especials.
Un altre cas és {\displaystyle b=4k^{4}} amb k sent un enter positiu (4, 64, 324, 1024, 2500...), on tenim una factorització aurifeuïlleana.
Tot i així, quan b no admet una factorització alebraica, és conjecturat que un nombre infinit de valors senars n fan que {\displaystyle Q(b,n)} sigui primer.